# Ichthyodes stictica
Ichthyodes stictica là một loài bọ cánh cứng trong họ Cerambycidae.